# Darko Rajaković
Darko Rajaković (Čačak, 22 de fevereiro de 1979) é um treinador sérvio de basquete que atualmente ocupa o cargo de treinador principal do Toronto Raptors da National Basketball Association (NBA).
Rajaković foi o treinador principal do Tulsa 66ers da G-League por duas temporadas e o primeiro treinador principal na história da G-League nascido fora da América do Norte. Rajaković foi assistente técnico do Oklahoma City Thunder, Phoenix Suns e Memphis Grizzlies antes de se tornar o treinador principal dos Raptors.

## Educação
Rajaković obteve seu diploma em treinamento de basquete pela Academia de Basquete de Belgrado em 2004 e seu diploma em gestão esportiva pela Universidade Alfa BK em 2006.

## Carreira de treinador

### Início da carreira
Rajaković iniciou sua carreira aos 16 anos treinando o Borac Čačak em Čačak, Sérvia. Após sua passagem de três anos em Čačak, Rajaković foi nomeado treinador principal das divisões de base do Estrela Vermelha em Belgrado. Durante seus oito anos em Belgrado, Rajaković levou o time a dois campeonatos sérvios juvenis. Para aumentar seu conhecimento e habilidades de treinamento de basquete, Rajaković passou um tempo com Lute Olson na Universidade do Arizona em 2003 e com Mike Krzyzewski na Universidade Duke em 2007, participando de treinos e reuniões das equipes.
De 2004 a 2011, Rajaković atuou como consultor e treinador assistente da Summer League para o San Antonio Spurs.

### Espacio Torrelodones (2009–2012)
Em 2009, Rajaković tornou-se o treinador principal do Espacio Torrelodones da Liga EBA (4ª divisão da Espanha). Rajaković se destacou tanto na recrutamento quanto no desenvolvimento de jogadores. Em sua primeira temporada, Rajaković levou o Torrelodones ao título da 5ª divisão, promovendo a equipe para a Liga EBA. Na temporada de 2010-11, o Torrelodones terminou em 7º lugar no Grupo B com um recorde de 16-14. Na temporada seguinte, e sua última como treinador, o Torrelodones terminou em 8º lugar no Grupo B com o mesmo recorde da temporada anterior.

### Tulsa 66ers (2012–2014)
Em 2012, Rajaković tornou-se o treinador principal do Tulsa 66ers da G-League. Rajaković levou Tulsa a um recorde combinado de 51-49 ao longo de duas temporadas, incluindo um recorde de 27-23 e uma aparição nas semifinais da G-League em 2012-13.
Durante seu tempo com os 66ers, Tulsa recebeu sete jogadores do Oklahoma City Thunder um total de 50 vezes (o maior número da liga durante esse período), incluindo jogadores como Reggie Jackson, Perry Jones, Jeremy Lamb e André Roberson. Rajaković testemunhou cinco de seus jogadores de Tulsa serem chamados para a NBA, incluindo quatro para o Oklahoma City Thunder (Grant Jerrett, Daniel Orton, Mustafa Shakur e Reggie Williams). Ele treinou 11 jogadores de Tulsa ao longo de dois anos que estavam em um elenco da NBA na temporada de 2013-14.

### Assistente da NBA (2014–2023)
Em 5 de julho de 2014, Rajaković foi nomeado treinador assistente do Oklahoma City Thunder. Durante seu tempo com o Thunder, Rajaković ajudou a desenvolver muitos jogadores, incluindo Steven Adams, Andre Roberson, Terrance Ferguson, Victor Oladipo, Dennis Schröder e Alex Abrines. Rajaković atuou como treinador principal do Thunder na Summer League em 2014 e 2015. Ele esteve na comissão técnica no time da Conferência Oeste do All-Star Game da NBA de 2014. Rajaković ajudou a levar o Thunder aos playoffs em quatro temporadas consecutivas (2016, 2017, 2018 e 2019), chegando às finais da Conferência Oeste em 2016.
Em 26 de junho de 2019, Rajaković foi contratado como treinador assistente do Phoenix Suns.
Em 13 de setembro de 2020, Rajaković foi contratado como treinador assistente do Memphis Grizzlies. Em 11 de janeiro de 2022, Rajaković, como técnico interino, liderou os Grizzlies para uma vitória por 116-108 sobre o Golden State Warriors. Foi sua estreia como técnico principal na NBA. Após seu compatriota sérvio Igor Kokoškov, ele é o segundo europeu a liderar uma equipe da NBA em um jogo da temporada regular. Rajaković encerrou sua passagem como técnico interino com um recorde de 4-1.
Em maio de 2022, Rajaković foi destaque no relatório anual da ESPN sobre potenciais candidatos a treinador para ficar de olho. O artigo afirmava:
| “ | Treinadores de todo o mundo, assim como jogadores que se beneficiaram de seu entendimento do jogo, elogiam Darko Rajakovic. Isso faz muito sentido quando você considera que ele foi "roubado" duas vezes — pelo Phoenix e pelo Memphis — nos últimos anos por treinadores chefes que estavam montando uma equipe do zero. Um treinador principal europeu ainda não conseguiu se destacar com uma carreira sustentada na NBA, mas Rajakovic (da Sérvia) tem a inteligência e paixão pela profissão que o tornam o favorito atual para se tornar o primeiro. O homem escreveu artigos acadêmicos sobre a evolução do pick-and-roll, mas está longe de ser acadêmico em sua relação calorosa com jogadores e colegas treinadores. | ” |

### Toronto Raptors (2023–Presente)
Em 13 de junho de 2023, Rajaković foi contratado pelo Toronto Raptors como o décimo técnico principal na história da franquia.
Rajaković foi multado em US$25.000 depois de usar sua entrevista coletiva pós-jogo para criticar a arbitragem em uma derrota por 132-131 para o Los Angeles Lakers em 10 de janeiro de 2024, que ele sentiu ter sido tendenciosa a favor dos Lakers.

## Carreira na seleção
Em 18 de julho de 2019, Rajaković foi contratado como assistente técnico da Seleção Sérvia, sob o comando de Aleksandar Đorđević. Ele estreou na Copa do Mundo de 2019, onde a Sérvia terminou em quinto lugar.

## Registro como treinador principal

### G-League
| Ano      | Time     | Temporada regular | Temporada regular | Temporada regular | Temporada regular | Temporada regular     | Playoffs | Playoffs | Playoffs | Playoffs | Playoffs              |
| Ano      | Time     | J                 | V                 | D                 | %                 | Clasificação          | J        | V        | D        | %        | Resultado final       |
| -------- | -------- | ----------------- | ----------------- | ----------------- | ----------------- | --------------------- | -------- | -------- | -------- | -------- | --------------------- |
| Tulsa    | 2012–13  | 50                | 27                | 23                | .540              | 3ª na Divisão Central | 5        | 2        | 3        | .400     | Perdeu nas Semifinais |
| Tulsa    | 2013–14  | 50                | 24                | 26                | .480              | 5ª na Divisão Central |          |          |          | –        | Perdeu os playoffs    |
| Carreira | Carreira | 100               | 51                | 49                | .510              |                       | 5        | 2        | 3        | .400     |                       |

### NBA
| Ano     | Time    | Temporada regular | Temporada regular | Temporada regular | Temporada regular | Temporada regular          | Playoffs | Playoffs | Playoffs | Playoffs | Playoffs                 |
| Ano     | Time    | J                 | V                 | D                 | %                 | Clasificação               | J        | V        | D        | %        | Resultado final          |
| ------- | ------- | ----------------- | ----------------- | ----------------- | ----------------- | -------------------------- | -------- | -------- | -------- | -------- | ------------------------ |
| Toronto | 2023–24 | 82                | 25                | 57                | .305              | 5ª na Divisão do Atlântico | —        | —        | —        | —        | Não foi para os playoffs |